# Cloruro manganoso
Il cloruro manganoso, nome sistematico dicloruro di manganese, o anche cloruro di manganese(II), è il sale di manganese(II) dell'acido cloridrico, di formula MnCl2.
A temperatura ambiente si presenta come un solido rosa inodore. È un composto nocivo. In natura si trova nel minerale raro scacchite.
Molto spesso il termine "cloruro di manganese(II)" si riferisce al tetraidrato trans-Mn(H2O)4Cl2 (è noto anche il Mn(H2O)2Cl2). 
Tutte le specie Mn(II) sono caratterizzate da un colore rosa, attribuibile alla configurazione d 5 ad alto spin del Mn(II) ottaedrico.

## Preparazione
Il cloruro di manganese(II) può essere preparato trattando il manganese metallico o il carbonato di manganese(II) con acido cloridrico:
{\displaystyle {\ce {Mn + 2HCl -> MnCl2 + H2}}}
{\displaystyle {\ce {MnCO3 + 2 HCl -> MnCl2 + H2O + CO2}}}
Può essere prodotto altrimenti scaldando l'ossido di manganese(IV) con acido cloridrico concentrato (questa reazione era precedentemente usata per altri scopi):
{\displaystyle {\ce {MnO2 + 4 HCl -> MnCl2 + 2 H2O + Cl2}}}
questa reazione illustra il potere ossidante del MnO2 e il fatto che gli ossidi tendono ad esistere in stati ossidativi più alti dei cloruri.

## Proprietà chimiche
Il MnCl2 è ionico, e si dissolve in acqua per dare una soluzione con un pH intorno a 4. Queste soluzioni sono usate per preparare una varietà di composti di manganese, tra cui
{\displaystyle {\ce {MnCl2(aq) + K2CO3(aq) -> MnCO3(s) + 2 KCl(aq)}}}
Esso è un debole acido di Lewis, che reagisce con gli ioni cloruro per produrre una serie di sali, tra cui i polimerici [MnCl3]-, [MnCl4]2- e [MnCl6]4-.
Il cloruro di manganese(II) anidro serve come punto di partenza per diversi composti del manganese: ad esempio, il manganocene può essere preparato dalla reazione di MnCl2 con ciclopentadienuro d isodio in tetraidrofurano.

## Precauzioni
Il manganismo, o intossicazione da manganese, può essere causata da un'esposizione duratura alla polvere o ai fumi di manganese. I sintomi somigliano a quelli di malattia di Parkinson e sono simili a quelli indotti dal piombo, ma possono non apparire per mesi o anche anni a seguito dell'esposizione. 
Non c'è cura al manganismo.